# 穂見神社 (南アルプス市)
穂見神社（ほみじんじゃ）は山梨県南アルプス市高尾にある神社である。

## 概要
穂見神社は山梨県南アルプス市櫛形山北東山腹の山間集落である高尾に位置しており、通称を高尾山穂見神社、「高尾さん」、「山の高尾」という。社格は旧郷社。『延喜式』には甲斐における式内社として「穂見神社」が挙げられており、山梨県内には当社のほかに韮崎市、昭和町などをはじめ「穂見神社」が数社存在し、当社も延喜式内社に比定される可能性があると考えられている。
また、商売繁盛、資本金授与、養蚕の神社として県内外に広く知られており、東京や長野など遠方にも高尾講が存在し、参拝者が訪れる。かつては櫛形町に山梨交通電車線（ボロ電）の倉庫町駅が存在し、参詣客に利用された。

## 建築
本殿は、桁行5.10メートル、梁間3.20メートル、棟高9.30メートル、建坪25,91平方メートルの三間社流造の建物である。銅板葺で乱石積の基壇上に建ち、現在の本殿は寛文5年（1665年）に再建された桃山時代の様式が残る江戸時代初期の豪壮なものである。近年、新たに屋根の銅板の葺き替えを行った。昭和40年（1965年）に県の有形文化財に指定されている。
境内にある神楽殿は明治24年（1891年）の建立で、桁行1間、梁間1間、四面入母屋造の建物であり、入母屋の軒には唐破風をつけている。東西南北には四神の彫刻が施されており、壮麗な趣をみせている。
また、境内には江戸時代の彫師左甚五郎の作とされている「高尾の馬」が奉納されている。

## 祭神
祭神は保食神（うけもちのかみ）である。

## 例祭
毎年11月22日に行われる太々神楽は南アルプス市の無形民俗文化財に指定されており、多くの人で賑わう。

## 文化財

### 山梨県指定有形文化財
- 穂見神社本殿　附棟札
- 穂見神社銅製懸仏（「男神鏡像」、御正体）

鎌倉時代の鏡像。銅製鋳造。鏡径は26.4センチメートル、縁厚は0.5センチメートル。鏡面の左右に銘文があり、鎌倉時代の天福元年（1233年）の年記を有する。やや反りのある円形の鏡面に、線刻で男神の坐像が表現された鏡像。鏡板上部の二箇所には共鋳の鈕があり、円孔が穿たれている。銘文には「三躰王子」の語句がみられ、これは『甲斐国志』巻六七「御崎明神 高尾村」の項に記される「大福王子・大寿命王子・大智徳王子」を指すと考えられている。また、鏡の背面には「大勧進蓮幸房弁慶」の名が記される。

### 南アルプス市指定文化財
- 高尾穂見神社神楽殿（有形文化財）
- 高尾穂見神社太太神楽（無形民俗文化財）
- 高尾穂見神社の大スギ（天然記念物）

## ギャラリー

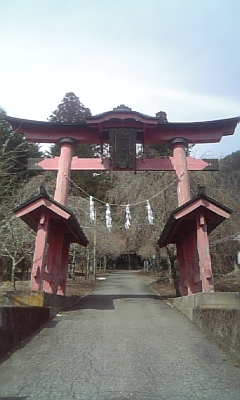
一鳥居
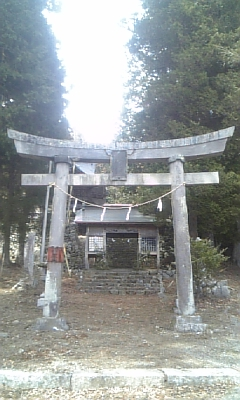
二鳥居
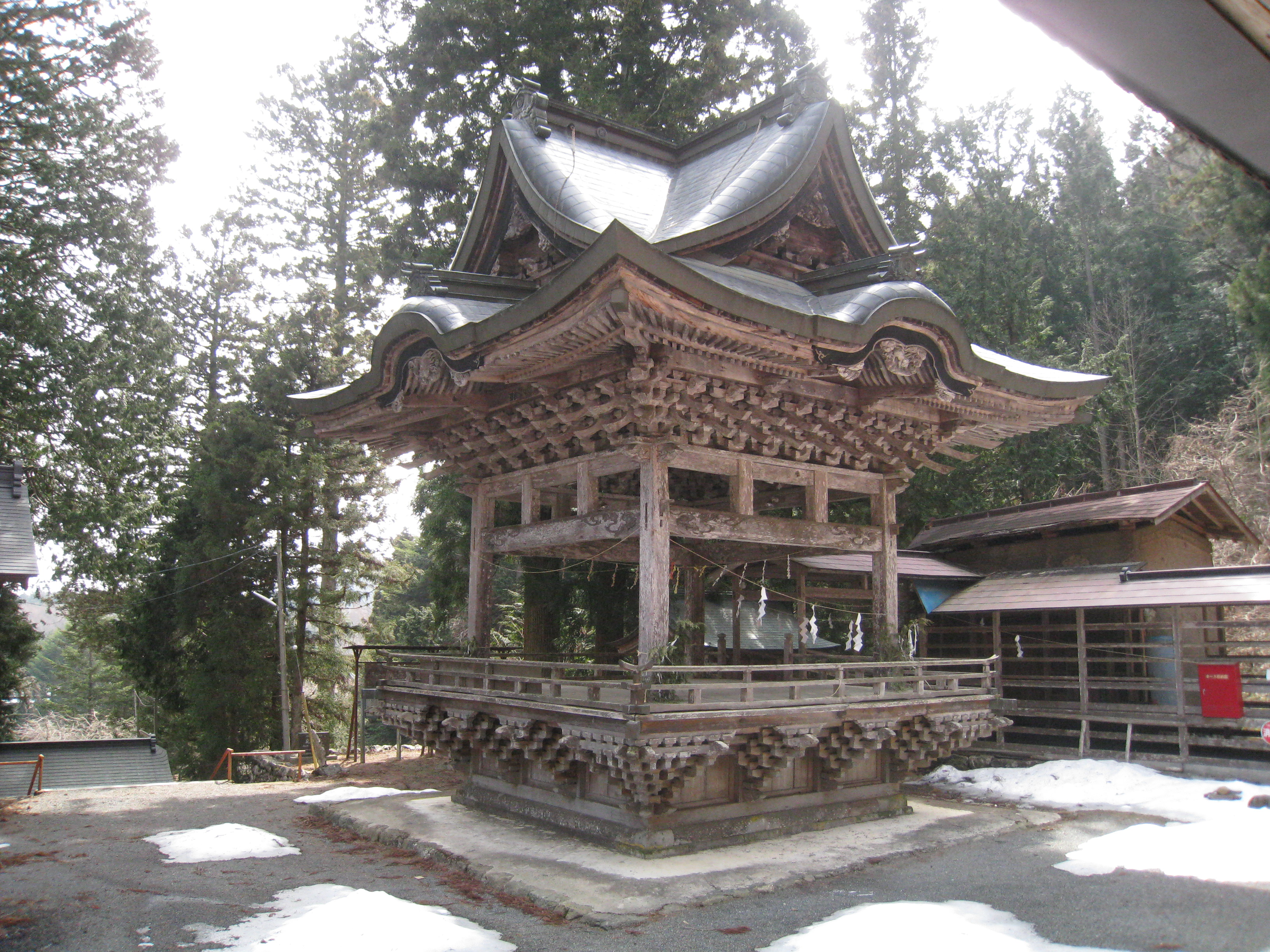
神楽殿
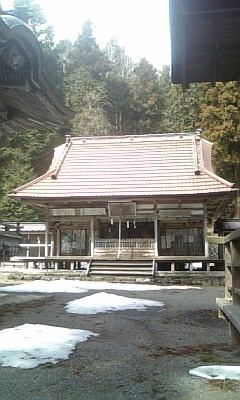
境内